# جيم تشالمرز
جيمس إدوارد تشالمرز (بالإنجليزية: James Edward Chalmers)‏ (من مواليد 2 مارس 1978) سياسي أسترالي، يشغل حاليًا منصب وزير الخزانة رقم 41 في أستراليا منذ 23 مايو 2022. عضو في حزب العمل الأسترالي وفي البرلمان منذ عام 2013.